# Иодид протактиния(IV)
Иодид протактиния(IV) — бинарное неорганическое соединение, соль металла протактиния и иодистоводородной кислоты с формулой PaI4; чёрные кристаллы, чувствительные к воздуху и влаге.

## Получение
- Восстановление алюминием иодида протактиния(V)[1]:

{\displaystyle {\mathsf {3PaI_{5}+Al\ {\xrightarrow {400-450^{o}C}}\ 3PaI_{4}+AlI_{3}}}}
- Восстановление водородом иодида протактиния(V)[1]:

{\displaystyle {\mathsf {2PaI_{5}+H_{2}\ {\xrightarrow {800^{o}C}}\ 2PaI_{4}+2HI}}}

## Физические свойства
Иодид протактиния(IV) образует чёрные кристаллы
Очень чувствителен к кислороду воздуха и влаге.

## Химические свойства
- Окисляется оксидом сурьмы при нагревании в вакууме[2]:

{\displaystyle {\mathsf {3PaI_{4}+Sb_{2}O_{3}\ {\xrightarrow {400^{o}C}}\ 3PaOI_{2}+2SbI_{3}}}}
- При нагревании реагирует с кварцем[1]:

{\displaystyle {\mathsf {2PaI_{4}+SiO_{2}\ {\xrightarrow {400^{o}C}}\ 2PaOI_{2}+SiI_{4}}}}